# Arus Adschemjan
Arus Adschemjan (auch Arus Adjemian, armenisch Արուս Աճեմյան Arus Adschemjan; * 1983 in Jerewan, Armenische SSR, Sowjetunion) ist eine armenische Pianistin.

## Leben
Arus Adschemjan ist die Tochter des armenischen Komponisten Vartan Adschemian und Enkelin des Komponisten Aleksandr Adschemjan. Sie studierte am  Staatlichen Komitas-Konservatorium Jerewan. Nach ihrem Abschluss begann sie ein Postgraduiertenstudium in der Klavierklasse von Rosa Tandiljan. Seit 1996 spielte sie auf vielen Wettbewerben, Festivals und in gab viele Klavierkonzertabende. 1998 erhielt sie einen Preis bei einem Wettbewerb für talentierte junge Musiker in Armenien. Beim International Piano Symposium „Frederic Chopin“ 1999 auf dem Campus der  Pepperdine University in Malibu errang sie einen ersten Preis. Beim dritten Arno-Babadschanjan-Wettbewerb erhielt sie einen ersten und einen Sonderpreis. Daraufhin erhielt sie mehrere Stipendien – zum einen vom Spivakov International Charitable Fund, dem International Cultural Exchange Fund und vom Orbelian Fund. Von da an konzertierte sie mit diversen Orchestern. So konzertierte sie 2001 mit den Moskauer Virtuosi unter Wladimir Spiwakow mit dem Klavierkonzert KV 466 von Wolfgang Amadeus Mozart. Im selben Jahr nahm sie am Colmar Festival und dem dritten Internationalen Oxford Festival teil. 2002 spielte sie das Klavierkonzert von Aram Chatschaturjan mit dem Murfreesboro Philharmonic Symphony Orchestra unter Leitung von Laurence Harvin. 2003 eröffnete sie den ersten Aram Chatschaturjan Klavierwettbewerb zusammen mit dem Armenischen Philharmonischen Orchester. Sie begleitete das State Academic Chamber Orchestra of Russia unter der Leitung von Constantine Orbeljan bei einer Südamerikatournee mit Auftritten in Montevideo, Porto Alegre, São Paulo, Rio de Janeiro und Ribeiro Preto. 2004 spielte sie wieder mit dem Murfreesboro Philharmonic Symphony Orchestra, dieses Mal das 2. Klavierkonzert von Sergej Rachmaninow. 2005 gastierte sie mit dem State Academic Chamber Orchestra of Russia und Orbeljan in San Francisco. Es folgte ein Auftritt mit dem  Los Angeles Symphonic Orchestra unter Mikael Avetisjan (* 1966). 2006 führte sie das 2. Klavierkonzert ihres Vaters zu dessen 50. Geburtstag mit dem Armenischen Philharmonischen Orchester unter der Leitung von Eduard Topchjan auf. 2007 gab sie im Rahmen der Tage Armeniens in China mehrere Konzerte.  Am 20. April 2009 erhielt sie den Jugendpreis des armenischen Präsidenten für Klassische Musik. 2014 wurde ihr der Ehrentitel Verdienter Künstler Armeniens verliehen.
Zu ihren Lehrern zählten unter anderem Nikolai Arnoldowitsch Petrow, Michail Sergejewitsch Woskressenski und Menahem Pressler.